# Ищван Чурка
Ищван Чурка (на унгарски: Csurka István) е унгарски драматург, журналист и политик, лидер от 1994 г. на крайно-дясната Партия на унгарска истина и живот.
Чурка често предизвиква скандали с антисемитските си изказвания и се счита за говорител на онези около 3 милиона унгарци, които мирният договор от Трианон (1920) откъсва от Унгария.
След неуспешните бунтове срещу комунистическата власт през 1956 г. Чурка лежи в затвора, заедно с други унгарски общественици като Иван Дарваш, Арпад Гьонц, Камил Карпати, Атила Над.
Приет е в болница през януари 2012. Последната му публична изява е в проправителствена демонстрация в Сегед. Ищван Чурка умира на 4 февруари 2012 г., на 77-годишна възраст след дълго боледуване.
Пиеса на Чурка, поставяна в България, е „Голямото чистене“, постановка на Николай Ламбрев в Сатиричния театър.